# Orica (bedrijf)
Orica is een Australisch multinationaal bedrijf dat verschillende soorten springstoffen voor civiele toepassingen produceert, voornamelijk voor de mijnbouw, evenals diverse andere chemische producten. De hoofdzetel is in Melbourne. Het bedrijf is actief in meer dan 50 landen en heeft meer dan 14.500 medewerkers. De aandelen worden verhandeld op de Australian Securities Exchange ASX (code: ORI).

## Geschiedenis
De geschiedenis van het bedrijf gaat terug tot 1874, toen in Victoria de firma Jones, Scott and Co. werd opgericht om springstoffen te leveren aan de plaatselijke gouddelvers. Later kocht Nobel het bedrijf op. Na de fusie met andere Britse chemiebedrijven werd het een onderdeel van Imperial Chemical Industries (ICI). In 1928 kreeg het de aanduiding Imperial Chemical Industries of Australia and New Zealand (ICIANZ) en in 1971 ICI Australia. In 1997 verkocht ICI haar aandeel in ICI Australië en zo ontstond op 2 februari 1998 de nieuwe onderneming Orica.

## Producten en diensten
- Springstoffen in bulk of verpakt, onder meer ammoniumnitraat, dynamiet, pentoliet...; ontstekingssystemen; meetsystemen enz.
- Chemicaliën voor de mijnbouw: natriumcyanide (voor de extractie van goud), flotatiechemicaliën, emulsifiers...
- Algemene chemicaliën (plastics, producten voor waterbehandeling, additieven enz.)

## Sponsoring
Orica is sedert mei 2012 medesponsor van de Australische mannen- en vrouwenwielerploeg Orica-GreenEdge.